# Седневская улица (часть проспекта Левка Лукьяненко)
Седневская улица (укр. Седнівська вулиця) — часть  проспекта Левка Лукьяненко (с 2022 года) и бывшая улица в Деснянском районе города Чернигова. Пролегала от улицы 1 Мая до улицы Рокоссовского при примыкании улицы Таранущенко.
Примыкает улица Ломоносова.

## История
Улица проложена в 1950-е годы и застроена индивидуальными домами. Получила название в честь пгт Седнев. 
В ходе строительства многоэтажной жилой застройки и расширения улицы Рокоссовского в западном направлении (к улице 1 Мая) была полностью ликвидирована парная сторона Седневской и вся застройка улицы Готвальда. После сноса последних домов была расширена проезжая часть парной стороны Рокоссовского и в 2008 году введён в эксплуатацию 10-этажный дом № 70. 
1 августа 2022 года улица и её застройка была присоединена к новому проспекту Левка Лукьяненко с изменением нумерации жилых домов, согласно Решению Черниговского городского совета № 19/VIII-6 «Про переименование улиц в городе Чернигове» («Про перейменування вулиць у м. Чернігові»).
10 июля 2024 года другая улица в Чернигове получила название Седневская.

## Застройка
Улица пролегает в восточном направлении. Непарная сторона улицы занята усадебной застройкой. Парная сторона была полностью ликвидирована, где была построена многоэтажная жилая застройка улицы Рокоссовского (ныне проспекта Левка Лукьяненко). 
Учреждения: нет